# O Tao da Física
O tao da física — Um paralelo entre a física moderna e o misticismo oriental (The Tao of Physics, An Exploration of the Parallels Between Modern Physics and Eastern Mysticism), primeiro livro do físico teórico Fritjof Capra, foi publicado na Califórnia em 1975. Traduzido para 23 idiomas, com mais de um milhão de exemplares vendidos em todo o mundo, O tao da física tornou-se um best-seller em vários países. Neste livro, após fazer algumas colocações sobre a física de partículas subatômicas e sobre as bases do pensamento filosófico oriental (indiano e chinês), Capra traça um paralelo entre ambos.
O livro é considerado como responsável pelo surgimento da pseudociência conhecida como misticismo quântico moderno.

## Origens
Capra expressou sua motivação para escrever o livro nesta frase do epílogo do livroː

A ciência não precisa do misticismo e o misticismo não precisa da ciência, mas o ser humano precisa de ambos.
De acordo com o prefácio do livro, Capra se esforçou em reconciliar a física teórica com o misticismo oriental. A princípio, foi ajudado pelo uso de plantas de poder. A primeira experiência com alucinógenos foi tão avassaladora que levou Capra às lágrimas, e o levou a transcrever sua experiência para o papel, como já o havia feito Carlos Castaneda. 
Posteriormente, em 1972, Capra discutiu suas ideias com Werner Heisenberg, como mencionado nesta entrevista concedida para Renee Weberː

Eu tive várias discussões com Heisenberg. Na época (circa 1972), eu vivia na Inglaterra, e visitei-o várias vezes em Munique. Mostrei-lhe o meu manuscrito inteiro, capítulo por capítulo. Ele estava bem aberto e interessado, e me disse algo que acho que não é de conhecimento público porque ele nunca o publicou. Ele disse que estava bem consciente desses paralelos. Enquanto ele trabalhava na teoria quântica, ele foi à Índia para dar uma palestra e foi um convidado de Rabindranath Tagore. Ele conversou bastante com Tagore sobre filosofia indiana. Heisenberg me disse que essas conversas o ajudaram muito no seu trabalho em física porque elas lhe mostraram que todas aquelas novas ideias em física quântica não eram tão loucas assim. De fato, ele percebeu que havia toda uma cultura que apoiava ideias bem semelhantes. Heisenberg disse que aquilo foi uma grande ajuda para ele. Niels Bohr teve uma experiência semelhante quando foi à China.
Como resultado, Bohr adotou o símbolo do Yin Yang como parte do brasão de sua família quando ele foi sagrado cavaleiro em 1947.
Ao Tao da Física, seguiram-se outros livros do mesmo gênero como The Hidden Connection, The Turning Point e The Web of Life, nos quais Capra desenvolveu a ideia de que o misticismo oriental e as descobertas científicas da atualidade são parecidos, e também que o misticismo oriental tem respostas para muitas das questões que desafiam a ciência atualmente. 

## Resposta do público
O livro se tornou best-seller nos Estados Unidos, embora com críticas. Recebeu uma crítica positiva da New York Magazineː

Um brilhante best-seller... Analisa lucidamente as doutrinas do budismo, hinduísmo e taoismo para mostrar seus surpreendentes paralelos com as mais recentes descobertas em cíclotrons.
Victor N. Mansfield, um professor de física e astronomia da Universidade Colgate que escreveu muitos livros e trabalhos relacionando física, budismo e psicologia analítica, aprovou O Tao da Física na revista Physics Todayː

Fritjof Capra, em O Tao da Física, procura... uma integração entre a visão matemática da moderna física e as visões místicas de Buda e Críxena. Onde outros falharam miseravelmente em tentar unir estas aparentemente distantes visões de mundo, Capra, um teórico em alta energia, foi admiravelmente bem-sucedido. Eu recomendo fortemente o livro tanto para leigos quanto para cientistas.
Jeremy Bernstein, um professor de física do Stevens Institute of Technology, reprovou o livroː

No coração da questão, está a metodologia do senhor Capra - seu uso do que me parecem similaridades acidentais de linguagem como se elas fossem conexões profundamente enraizadas. Então, eu concordo com Capra quando ele dizː 'A ciência não precisa do misticismo e o misticismo não precisa da ciência, mas o ser humano precisa de ambos'. Do que ninguém precisa, na minha opinião, é deste superficial e profundamente enganador livro.
Leon Max Lederman, ganhador do Nobel de Física e diretor emérito do Fermilab, criticou tanto O Tao da Física quanto The Dancing Wu Li Masters, de Gary Zukav, no seu livro de 1993 The God Particle: If the Universe Is the Answer, What Is the Question?ː

Começando com descrições razoáveis de física quântica, ele constrói extensões elaboradas, sem a compreensão de como experiência e teoria são construídas conjuntamente e de quanto sangue, suor e lágrimas são necessários em cada doloroso avanço.
O filósofo da ciência Eric Scerri criticou Capra, Zukov e livros similares.
Peter Woit, um físico matemático da Universidade Columbia, criticou Capra por continuar a desenvolver sua hipótese sobre os paralelos entre física e misticismo baseado no modelo de ponto de partida das interações de força forte, muito após o modelo padrão ter sido amplamente aceito pelos físicos como um modelo melhorː

O Tao da Física foi completado em dezembro de 1974, e as implicações da Revolução de Novembro um mês antes que levaram a dramáticas confirmações da teoria do campo quântico do modelo padrão claramente não foram aceitas por Capra (muitos outros também não as aceitaram na época). O que é mais difícil de entender é por que o livro, após tantas edições, continua a manter uma física ultrapassada, com prefácios e posfácios que simplesmente negam o que ocorreu na física. O posfácio da segunda edição de 1983 dizː 'Foi muito gratificante para mim saber que nenhum dos desenvolvimentos mais recentes da física invalidou coisa alguma do que escrevi há sete anos. De fato, muitos deles foram antecipados na edição original.', uma afirmação muito distante da realidade de que, em 1983, o modelo padrão era quase universalmente aceito pela comunidade científica, e a teoria do ponto de partida era uma ideia morta... Mesmo agora, o livro de Capra, com suas loucas negações do que aconteceu na teoria das partículas, continua a ser bastante vendido nas livrarias. Ele se juntou a outros livros do mesmo tópico, principalmente o The Dancing Wu Li Masters, de Gary Zukav. A filosofia do ponto de partida, apesar de seu total fracasso como teoria física, continua a viver como parte de um embaraçoso culto da Nova Era, com seus seguidores se recusando a aceitar o que aconteceu.